# Machaerium caudatum
Machaerium caudatum är en ärtväxtart som beskrevs av Adolpho Ducke. Machaerium caudatum ingår i släktet Machaerium och familjen ärtväxter. Inga underarter finns listade i Catalogue of Life.